# Saut d'obstacles
Pour les articles homonymes, voir CSO.
Le saut d’obstacles, ou concours de saut d'obstacles (ou CSO) est un sport équestre qui se déroule dans un terrain délimité, sur lequel ont été construits ou posés des obstacles. Les barres qui les composent sont mobiles, et peuvent tomber lorsqu'elles sont touchées. Pour le cheval et le cavalier, la règle du jeu est de réussir à franchir ces obstacles dans un ordre précis sans les renverser, les refuser ou les dérober. Il existe plusieurs types de saut tels que le vertical, la croix, la haie, la rivière, le spa, l'oxer, l'obstacle de terre, les obstacles combinés : le double, le triple, etc.

## Généralités

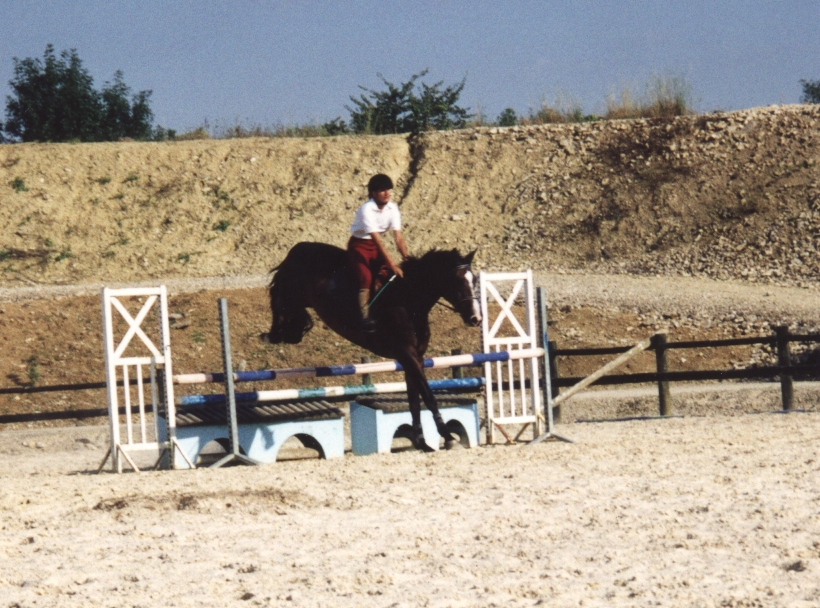
Saut d'entraînement

Pour le cavalier, cette discipline permet surtout de développer l’aisance, l’équilibre et la confiance. En saut d'obstacles, le cheval et son cavalier doivent se trouver en harmonie. Le cavalier se doit de maîtriser de nombreux paramètres tels que l’impulsion, la vitesse, la trajectoire, le nombre et la longueur des foulées pour se garantir des sauts sans faute.
En parallèle avec le travail sur les obstacles, un indispensable travail de dressage, de musculation et d'assouplissement sur le plat est réalisé pour que le cheval obtienne un dressage le plus fin possible, un potentiel physique optimal, et un mental confortable.

## Histoire
Bien que les principes de l'équitation aient été déjà décrits par Xénophon au IVe siècle avant notre ère, puis détaillés de plus en plus en profondeur au fil des siècles, on trouve très peu d'écrits sur l'équitation de saut d'obstacles avant la fin du XIXe siècle. En effet, avant la codification de la chasse à courre, par l'« English Enclosure Acts » au XVIIIe siècle, qui oblige les chasseurs à suivre les traces de la meute et donc à sauter les obstacles se trouvant sur le passage, il n'y a guère de raison pour sauter les obstacles dans la campagne.
Mais vers la fin du XIXe siècle, les chasses à courre à travers des champs clôturés deviennent nombreuses tant en Grande-Bretagne que sur le continent. Les courses d'obstacles et les concours hippiques deviennent de plus en plus populaires.
La première compétition de saut d'obstacles a lieu en Irlande en 1865. En France, il faut attendre 1870 pour voir apparaître les premières épreuves de saut d’obstacles. Les premiers parcours sont constitués d'éléments à franchir le plus rapidement possible constitués de barres, de rivières, et d'obstacles de terres. L'épreuve figure pour la première fois aux Jeux olympiques à Paris en 1900.
Malgré son avènement plutôt récent, ce sport a déjà beaucoup évolué.

## Technique équestre

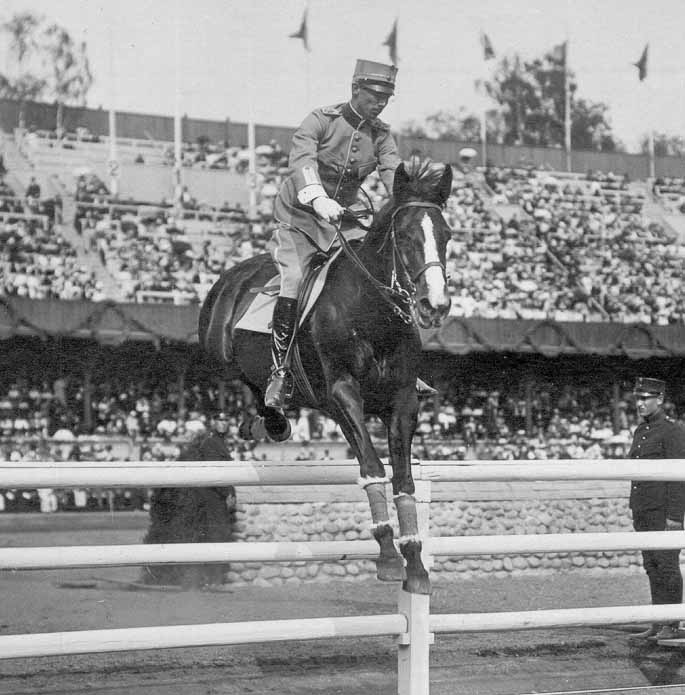
Åke Hök aux Jeux olympiques de 1912 à Stockholm.

Le saut d'obstacles, de par ses spécificités, exige une technique équestre particulière. Afin que le cheval ait le dos plus libre et plus actif, le cavalier se tient très souvent en équilibre sur ses étriers. Les étriers sont réglés plutôt courts pour mieux suivre le cheval lorsqu'il saute. Le cavalier peut ainsi prendre appui dessus et déplier son corps et ses bras quand le cheval s'étire pendant le plané du saut. Le cheval a besoin de toute sa capacité athlétique pour enchaîner les obstacles. Le cavalier se doit également de communiquer avec lui par des moyens les plus légers et les plus discrets possibles, en évitant autant que faire se peut de perturber sa motricité et son équilibre.
Toutefois, sur certains sujets, les points de vue divergent et peuvent être la source de bien des discussions. Certains cavaliers utilisent des techniques qui conviennent bien à certains chevaux et cavaliers, mais moins aux autres.
C'est à chacun de faire la part des choses avec sa sensibilité, son expérience et ses chevaux. Toute sa vie, le cavalier cherche sa propre équitation, puisant dans son expérience et s'aidant de ce que peut lui apporter l'expérience des autres. Finalement, ce sont ses chevaux, s'il sait les écouter, qui lui disent s'il se trouve sur la bonne voie ou non.
Le saut est aussi une discipline de confiance avec son cheval. Il faut connaître son cheval pour anticiper certaines réactions de sa monture et le cavalier(ère) doit avoir un parfait contrôle sur son équidé. Pour cette épreuve, la cravache et/ou les éperons peuvent être autorisés (avec une taille réglementaire pour les championnats de France).

## Formation

### Formation des cavaliers
L'équitation de saut d'obstacles est un sport hautement technique qui exige de la souplesse, de la sensibilité et de l'expérience. La formation de base des jeunes cavaliers s'étale souvent sur une décennie. La plupart des cavaliers de cette discipline ont besoin de passer plusieurs examens de qualification pour être admis dans les concours ou tout simplement pour pouvoir pratiquer le saut d'obstacle en manège libre, car les risques de blessure sont plutôt élevés surtout pour les cavaliers débutants. De plus, un élève sans expérience a de plus fortes chances de détériorer l'entrainement du cheval qu'il monte, s'il le fait sans la supervision d'un instructeur chevronné. Mais la formation des cavaliers n'est jamais terminée et doit se poursuivre tout au long de leur carrière, laquelle peut être très longue. De beaux exemples de longévité sont donnés par Nelson Pessoa et Michel Robert qui sont classés parmi dans les premiers cavaliers mondiaux à plus de 60 ans. En vieillissant, le cavalier perd de la souplesse et des réflexes, mais il compense cette perte par son expérience, une sensibilité affinée et une meilleure écoute des chevaux qu'il monte.

### Formation des jeunes chevaux

#### Généralités
Jusqu'à l'âge de six ans, le cheval de saut d'obstacles est un « jeune cheval », mais sa formation se poursuit souvent jusqu'à plus de huit ans. À partir d'environ dix ans, le cheval de saut d'obstacles est en général considéré comme mûr et expérimenté. Les champions ont souvent plus de douze ans. À partir de cet âge, on travaille essentiellement pour maintenir tout leur potentiel physique aussi longtemps que possible, 16 ans ou plus. Baloubet du Rouet, le cheval de Rodrigo Pessoa, est au plus haut niveau international en 2006 à l'âge de 18 ans.

#### Sauts en liberté
L'éducation à l'obstacle peut démarrer dès l'âge de trois ans en faisant sauter le jeune cheval en liberté. Ce travail permet au jeune d'apprendre à régler seul sa battue et son saut sans être gêné par la présence encore inhabituelle du cavalier sur son dos.
Pour préserver son physique en pleine transformation et son mental, les séances de sauts en liberté doivent être assez espacées dans le temps et de difficulté graduelle. Le cheval commence par franchir des barres au sol puis un croisillon abordé au trot puis au galop. Ensuite, il saute un petit vertical, puis un oxer. Plus tard, il est gymnastiqué grâce à des doubles.
Pour faire sauter un cheval en liberté, il faut procéder dans un lieu clos avec au moins deux personnes munies de chambrières pour canaliser le poulain. Il n'est pas conseillé de faire sauter un cheval en liberté si aucune des personnes présentes ne possède une expérience éprouvée des chevaux, du saut d'obstacles et du travail en liberté. En effet, par ces exercices, le jeune cheval doit être encadré par des instructeurs sûrs. À cette étape de sa vie, il est primordial de ne jamais lui demander plus qu'il ne peut donner. Il doit prendre confiance dans ses possibilités physiques et améliorer sa technique en toute sûreté.

#### Les premiers sauts montés
Comme pour le travail en liberté, il est bon de commencer par franchir des barres au sol puis des croisillons au trot. Le trot est une allure souvent utilisée pour les premiers sauts des jeunes chevaux. En effet, dans leur jeunesse, ils ne savent pas encore se servir à plein potentiel de leurs corps. Dans l'allure du trot, ils possèdent toujours deux pieds au sol, leur équilibre est donc plus facile à gérer.
Ensuite, pour leur apprendre à se relancer à la réception et enchaîner les sauts, l'éducateur leur fait sauter des petits parcours de croisillons au trot puis au galop lorsque tout se déroule bien au trot.
À ce stade, il est important de ne pas faire sauter les jeunes chevaux avec de la vitesse afin qu'ils ne soient pas obligés de réagir au dernier moment pour sauter, cette précipitation pourrait les faire paniquer. De par leur inexpérience, ils ont besoin d'observer pour doser leurs sauts. Mais il arrive très souvent que les jeunes chevaux aient un équilibre tel qu'ils ne peuvent pas encore galoper lentement, leur équilibre vers l'avant les poussant à accélérer l'allure. Une bonne partie du travail consiste donc à les habituer à un autre équilibre, plus reculé. Un bon exercice avec de tels chevaux est de leur faire exécuter un cercle après chaque obstacle sauté.
Le cavalier se sert du cercle pour rééquilibrer et rassembler sa monture pour aller sauter l'obstacle suivant dans les meilleures conditions. Le contact avec la bouche du cheval durant l'exercice doit rester minime pour vérifier qu'il reste en équilibre.
Un peu plus tard, pour les muscler sur la hauteur, on leur fait franchir des croisillons-oxers. Comme le croisillon, ce type d'obstacle, plus bas au milieu, incite le poulain à sauter au centre. La barre de derrière donne la trajectoire en hauteur et en largeur. À ce stade du travail, le cheval doit être confiant, il doit pouvoir venir sauter ces obstacles en conservant une régularité dans son allure sans modifier sa cadence et son amplitude dans les abords.
Enfin, le travail sur de petites lignes d'obstacles améliorera le style du saut. Il est capital de veiller à conserver les chevaux droits durant toutes les étapes du saut.
En cas de refus ou de désordre du cheval, le cavalier n'hésite pas à baisser un peu les obstacles.
Quelques semaines avant le début de la saison de concours, les jeunes chevaux sautent tous les types d'obstacles et ils sont confrontés à toutes sortes de soubassements. L'idéal est de les faire sauter un parcours d'entraînement sur un terrain qu'ils ne connaissent pas et de les habituer à la présence de nombreux autres chevaux. Ils sont ainsi moins apeurés lors de leurs premiers concours.

## Obstacle

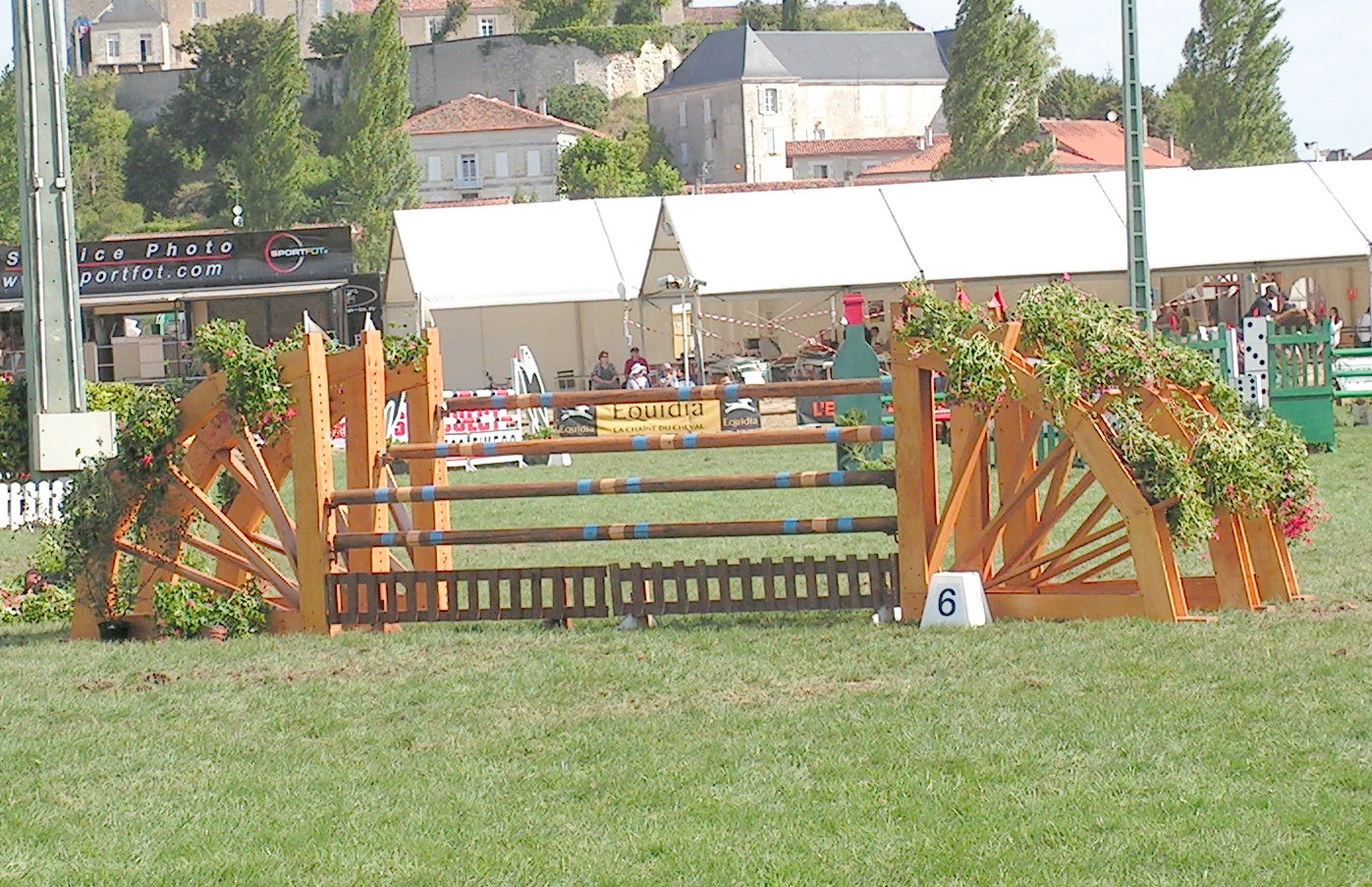
Obstacle spa (CSI* Chalais 2006)

L'obstacle est l'élément clé de cette discipline. Il se présente sous de nombreuses formes et couleurs.
Un obstacle est classiquement constitué de barres, de chandelles et de chandeliers pour supporter les barres, de soubassements. En concours, des fanions (rouge à droite, blanc à gauche) et un numéro d'ordre sont ajoutés, l'apparence est soignée avec des chandeliers décoratifs et des soubassements variés.
Pour l'entraînement, les obstacles faciles à manipuler avec peu de soubassements et des chandelles légères sont préférés.
Les obstacles peuvent être de types variés : verticaux, oxers, obstacles de volée, rivières, doubles, triples, obstacles de terre. Les parcours de chasse et de derby comportent quelques obstacles naturels.
Outre ses caractéristiques propres, l'agencement d'un obstacle dans un parcours peut être déterminant sur son niveau de difficulté.
Dans le cas des classes de chasse et d'équitation, les obstacles sont plutôt de couleur naturelle (brun, blanc, vert…) et ne sont pas marqués de fanions et de numéros. Ces obstacles sont ainsi faits pour montrer le cheval sous un aspect plus naturel.

## Compétition
La compétition consiste à affronter d'autres cavaliers sur un parcours de généralement 12 obstacles. Chaque renversement de barre, refus, dérobade et/ou chute du cavalier et/ou du cheval valent une pénalité selon le type de concours. Les cavaliers sont chronométrés, ce qui donne le verdict final. 
Certaines compétitions sont réservées aux enfants et jeunes cavaliers jusqu'à 18 ans, comme le Championnat de France à Lamotte-Beuvron. Cette manifestation historique s'intitule « Sologn'pony » (référence règlement SHN), le premier objectif de tout cavalier de compétition est de participer à toutes les étapes indispensables à la maîtrise de son art, des nombreux concours interclubs au épreuves officielles et qualifiantes pour les championnats et validées par la Fédération Française d'Equitation (FFE) dont le Generali Open de France.
Il existe plusieurs épreuves de saut d'obstacles. Chaque épreuve a une hauteur d'obstacle différente. Pour l'épreuve poney A2, les obstacles sont à 30 cm de hauteur. Pour la poney A1, les obstacles sont à 40 cm de hauteur. Pour la poney A Élite, les obstacles sont à 50 cm de hauteur. Ensuite, pour l'épreuve poney 4, les obstacles sont à 60 cm de hauteur. Pour la poney 3, les obstacles sont à 70 cm de hauteur. Pour la poney 2, les obstacles sont à 80 cm de hauteur. Pour la poney 1, les obstacles sont à 90 cm de hauteur. Et pour la poney Élite, les obstacles sont à 1 m de hauteur. Pour ces cinq épreuves (poney 4, 3, 2, 1, Élite), les adultes de plus de 18 ans ne peuvent plus y participer.

### Préambule

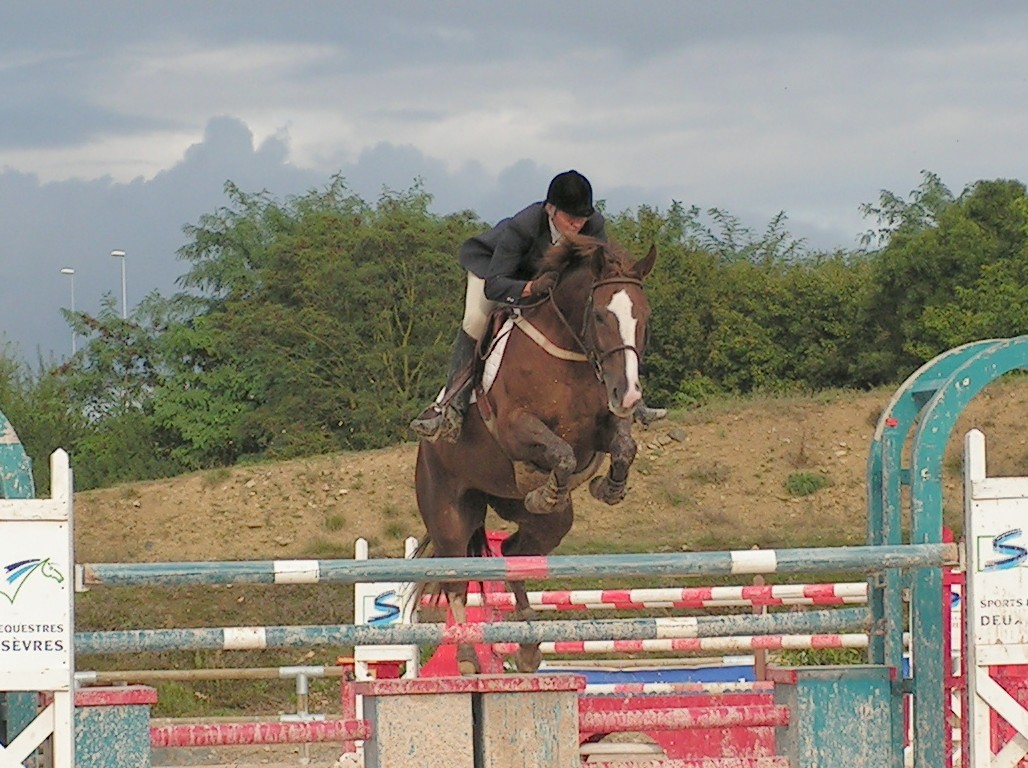
Niort en France

Les concours de saut d'obstacles servent à se mesurer aux autres. Ils sont, pour la plupart du temps, le but de cette discipline, bien qu'il existe de nombreux cavaliers même professionnels qui ne font jamais ou très peu de compétition. En effet, il existe des cavaliers de saut d'obstacles dont l'activité consiste à monter les chevaux à l'entraînement pour les préparer pour d'autres cavaliers qui les montent en compétition. On peut aussi pratiquer ce sport pour son plaisir sans ressentir d'attrait pour la compétition.
En concours, les chevaux doivent montrer des qualités athlétiques (force, adresse, souplesse, vitesse), morales (courage, générosité) et beaucoup de savoir-faire, résultat de leur dressage et de leur expérience.
Le cavalier, s'il veut se donner un maximum de chances de réussite, doit posséder à la fois les qualités d'éducateur et de pilote.
Le saut d'obstacles en compétition requiert une organisation complexe, de multiples concours et championnats sont organisés à travers le monde.

### Règlement
Comme dans tout sport, les concours de saut d'obstacles obéissent à des règles. Les différentes nations, au niveau de leur règlement spécifique, essaient pour la plupart d'entre elles, de coller au plus près des règles internationales. Ces règles internationales sont mises à jour tous les ans par la Fédération équestre internationale.
Il y a deux catégories de notation : le temps ou la pénalité.
Temps : Lors de la chute d'obstacles ou du cavalier, des secondes sont rajoutées au temps original.
Pénalités : Une chute d'une barre : + quatre points de pénalité. Lors du dépassement du temps imparti, un point de pénalité est rajouté par seconde.

### Acteurs
Les concours de saut d'obstacles exigent une organisation complexe dans laquelle de nombreux acteurs sont requis.
Les compétiteurs qui se mesurent entre eux, les entraîneurs qui encadrent les compétiteurs, les chefs de pistes et les hommes de pistes qui réalisent les parcours, les juges de terrain garants du respect des règles, les juges au paddock qui organisent la détente des concurrents, les organisateurs dont le rôle peut varier de pilote et chef d'entreprise à homme et femme à « tout faire », les vétérinaires et les médecins sont incontournables pour un concours. Si les sponsors sont ardemment recherchés, d'autres spécialistes tels que les maréchaux-ferrants, les restaurateurs, les hôtesses d'accueil peuvent s'avérer indispensables dès que le nombre de participants augmente.

### Parcours

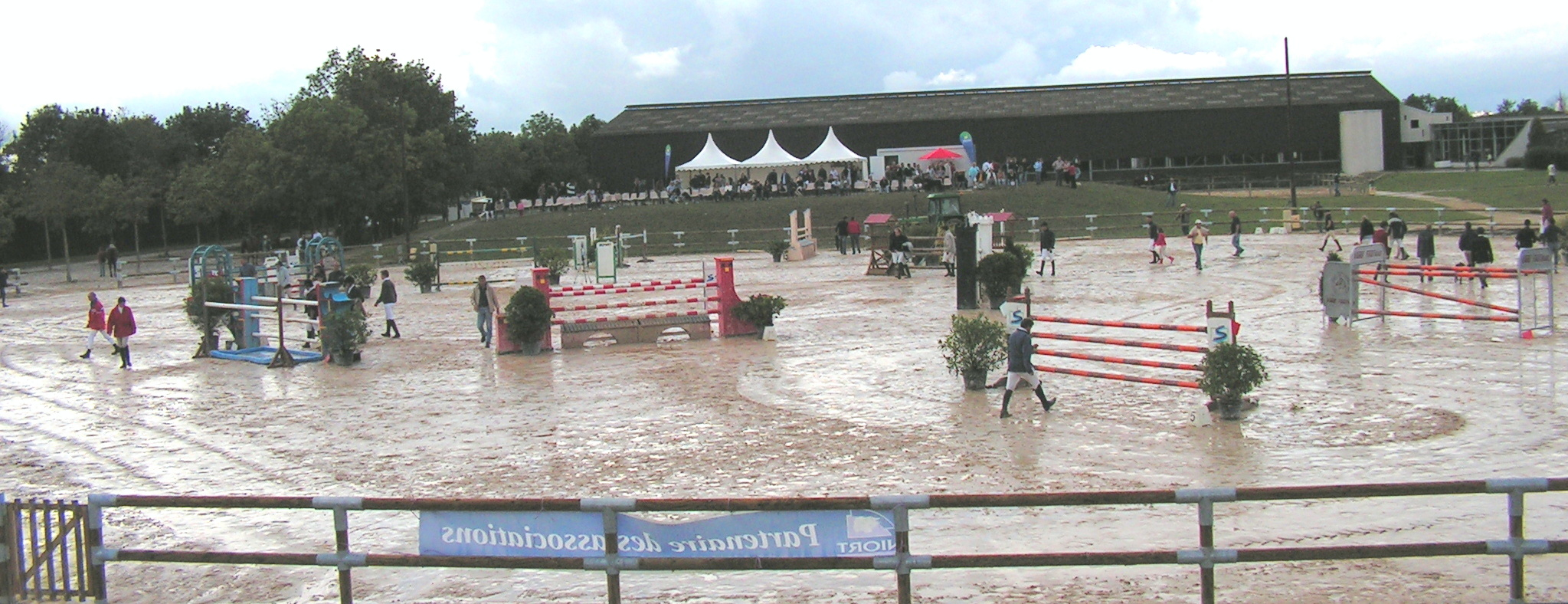
Parcours de saut d'obstacles

Un parcours est composé d'obstacles variés, simples ou combinés, disposés sur le terrain dans un ordre déterminé par les chefs de pistes. Il est construit sur un terrain délimité de différentes natures (herbe, sable, etc.). Tous les obstacles inclus dans le parcours doivent être franchis avec le moins de fautes possible.
Le terrain où se déroule une compétition de saut d'obstacles est appelé piste. Les personnes chargées de la manutention liée à la piste (monter les obstacles) sont appelées hommes de piste. Malgré les nombreuses femmes qui font fonction d'hommes de piste, il n'existe pas de féminin à cette expression. Les personnes chargées d'inventer les parcours (tracé, obstacles) et de manager les hommes de piste sont les chefs de piste, acteurs de saut d'obstacles majeurs lors des concours.

### Concours internationaux

#### CSI

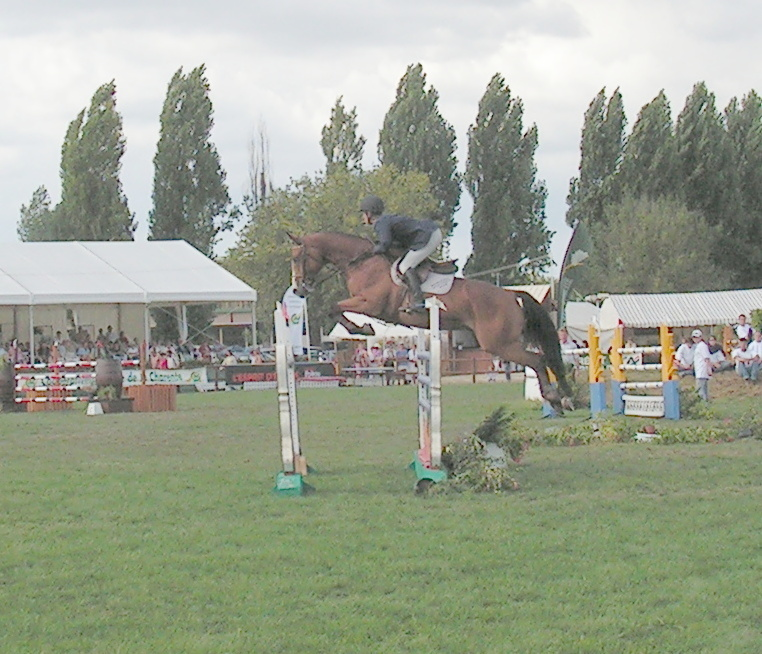
CSI* de Chalais 2006 en France

Le CSI (Concours de Saut International) est gradué de 1 à 5 « * » (étoile) en fonction de son niveau de difficulté.
Outre les niveaux de CSI, il existe une catégorisation selon l'âge des cavaliers ou le type de monture :
- CSI-Ch (Children) : enfants jusqu'à l'âge de 14 ans
- CSI-J (Junior) : juniors entre 14 et 18 ans
- CSI-P (poney) : poneys (taille inférieure à 1,48 m non ferré) et enfant de moins de 16 ans
- CSI-V (Veteran) [7]: vétérans femmes de 45 ans minimum, vétérans hommes de 49 ans minimum qui n'ont pas participé à des CSI de niveau supérieur à deux étoiles et qui n'ont pas concouru dans des épreuves dont la hauteur initiale était supérieure à 1,30 m.
- CSI-Y (Young) : jeunes cavaliers entre 18 et 21 ans

#### CSIO
Les CSIO (Concours de Saut International Officiel)  représentent le plus haut niveau de compétition internationale, hormis les championnats du monde et les Jeux olympiques.
Chaque pays ne peut organiser que deux CSIO par an, un indoor et un outdoor. Un CSIO doit obligatoirement organiser une épreuve de type Coupe de nations qui se court en deux manches par équipes nationales.
Les CSIO sont, comme les CSI, gradués par un nombre d'étoiles pouvant atteindre cinq. Cependant, à nombre d'étoiles égal, un CSIO sera d'un degré (une étoile) plus important qu'un CSI. Ainsi le niveau d'un CSIO**** (quatre étoiles) correspond à un CSI***** (cinq étoiles)

### Championnats internationaux

#### Championnats continentaux
Les championnats continentaux se disputent toutes les années impaires en alternance avec les Jeux équestres mondiaux et les Jeux olympiques.
À l'issue du championnat par équipes, les trois meilleures nations qui ne s'étaient pas qualifiées pendant les Jeux équestres mondiaux de l'année précédente seront qualifiées pour les Jeux olympiques de l'année suivante.
Exemples de championnats continentaux :
- Les championnats d'Europe concernent l'Europe.
- Les jeux panaméricains sont des championnats qui concernent tout le continent américain et ses îles (exemple République dominicaine).
- Les jeux asiatiques.

#### Coupe du monde
La coupe du monde se dispute tous les ans depuis 1979. Un circuit de sélection pour la finale est organisé à travers le monde et le titre de « vainqueur » est décerné lors d'une finale.

#### Global Champions Tour
Le Global Champions Tour est une tournée qui a été créée en 2006 par Jan Tops, ancien cavalier international et maintenant businessman, et sponsorisé par Longines dans le but d'offrir aux meilleurs cavaliers des concours très richement dotés (plusieurs centaines de milliers d'euros de dotation) et au public des épreuves toujours impressionnantes. Il se court sur une douzaine d'épreuves à travers le monde, de mai à novembre.
De par les concurrents présents, gagner une épreuve du Global Champions Tour est extrêmement reconnu : les meilleurs cavaliers viennent avec leurs meilleurs chevaux sur les parcours les plus durs de la saison.
Les concours faisant partie de ce tour sont toujours en extérieur ce qui en fait une compétition complémentaire du championnat coupe du monde qui se fait en intérieur. Ainsi le Global se déroule majoritairement en été et les épreuves coupe du monde en hiver.

#### Coupe des nations
La coupe des nations Super League aussi appelée plus simplement Super league est organisée pour la première fois en 2003. Il s'agit d'une épreuve de type coupe du monde qui se dispute en équipe nationale. Ce championnat se déroule sur huit des plus importants CSIO de l'année (CSIO*****). L'équipe gagnante est l'équipe qui a cumulé le plus de points sur l'ensemble de ces épreuves. À noter que les équipes d'une même nation peuvent être constituées de couples différents selon les concours.

#### Championnats du monde
En 1953, les premiers championnats du monde sont organisés à Paris en France.
Jusqu'en 1956, cette compétition a lieu tous les ans. Depuis cette date, ils se disputent tous les quatre ans en alternance avec les Jeux olympiques.
Depuis 1978, est délivré un titre de champion du monde des nations.
À partir de 1990, la Fédération équestre internationale a regroupé toutes les disciplines équestres qu'elle reconnaît sur un même lieu en un seul championnat appelé Jeux équestres mondiaux (FEI Games).
En saut d'obstacles, cette compétition est presque aussi prisée que les Jeux olympiques.
Épreuves disputées lors des championnats du monde :
- épreuve de chasse : cette épreuve se court au barème C. Elle permet d'établir un premier classement par équipes et individuel.
- 1re manche de la coupe des nations : barème A sans chronomètre.

À l'issue de cette première manche, un classement général par équipes est effectué. Seules les 10 premières équipes participent à la suite du championnat. Les cavaliers issus des équipes éliminées peuvent toutefois poursuivre la compétition pour tenter de se qualifier parmi le top 25.
- 2e manche de la coupe des nations : barème A sans chronomètre.

À l'issue de cette manche, les titres mondiaux par équipe sont attribués et les cinq premières équipes sont qualifiées pour les Jeux olympiques suivants. Un classement individuel est aussi réalisé pour faire ressortir les 25 meilleurs cavaliers et définir l'ordre de passage de l'épreuve suivante.
- épreuve top 25 : épreuve en deux manches. Seuls les 25 meilleurs classés à l'issue des épreuves précédentes sont qualifiés pour cette épreuve.
- épreuve tournante : seuls les quatre meilleurs couples prennent le départ. Chaque cavalier réalise au total quatre parcours en montant les quatre chevaux qualifiés. Ce type d'épreuve veut ainsi mettre en exergue les performances intrinsèques des cavaliers indépendamment de celle de leur monture habituelle.

#### Jeux olympiques
L'épreuve de saut d'obstacles est une des disciplines des Jeux olympiques. Il se déroule à la suite des épreuves de dressage et de complet. Comme les épreuves d'équitation se situent vers la fin des jeux, l'épreuve de saut d'obstacles individuel a souvent lieu le dernier jour.
Sélection pour la coupe des nations :
Les cinq premières équipes à l'issue de la première manche de la coupe des nations des jeux mondiaux précédents sont sélectionnées.
Puis, en Europe, aux championnats de l'année précédente, les trois meilleures équipes non déjà qualifiées sont repêchées.

## Hunter
Le Hunter est, comme le saut d'obstacles, une discipline équestre où l'on saute des obstacles. Le hunter peut être considéré soit comme une discipline à part entière avec des cavaliers et des chevaux spécialisés, soit comme une discipline de formation en vue du saut d'obstacles. En effet, en concours, ce sport met en évidence le dressage et le style du cheval ainsi que la technique du cavalier sur des épreuves dont la hauteur des obstacles est moins importante qu'en concours de saut d'obstacles.
Néanmoins, cette discipline n'est pratiquée que par un petit nombre de cavaliers car être productif avec son cheval ne suffit pas, il faut un certain style de saut, de tenue sur le cheval. Nombre de cavaliers professionnels dont certains ont gagné de grandes compétitions internationales sont souvent refusés.
Cette épreuve est très peu pratiquée en France et est plus répandue dans les pays anglo-saxons[réf. nécessaire].

#### Ressources spécialisées sur le saut d'obstacles
- William Steinkraus, Équitation Jumping, Lavauzelle, 1976, 141 p.
- Bertalan de Némethy (trad. de l'anglais), La méthode Némethy : technique moderne pour le perfectionnement du cheval de saut d'obstacles et de son cavalier, Panazol, Lavauzelle, 1992, 143 p. (ISBN 2-7025-0282-2)
- Michel Robert, Secrets et méthode d'un grand champion : le cheval est notre miroir, Arthésis communication, 2003, 195 p. (ISBN 2-9520602-0-7)
- Xavier Delalande, L'équitation par le rythme : Cheval et cavalier au diapason, Paris, Belin, 2006, 63 p. (ISBN 2-7011-4415-9)

#### Livres généralistes
- Françoise Racic-Hamitouche et Sophie Ribaud, Cheval et équitation, Editions Artemis, 2007, 287 p. (ISBN 978-2-84416-468-1 et 2-84416-468-4, lire en ligne).
- Elwyn Hartley Edwards, Les chevaux, Éditions de Borée, 2006, 272 p. (ISBN 978-2-84494-449-8, lire en ligne), p. 80-81.